# Frascati
Frascati és un municipi italià, situat a la regió del Laci i a la ciutat metropolitana de Roma Capital. L'any 2004 tenia 20.149 habitants.

## Imatges

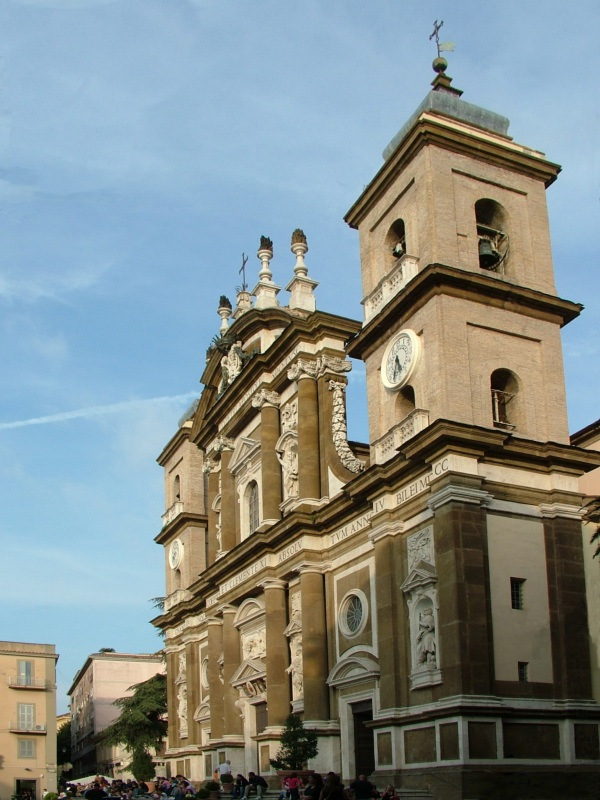
Catedral de Sant Pere
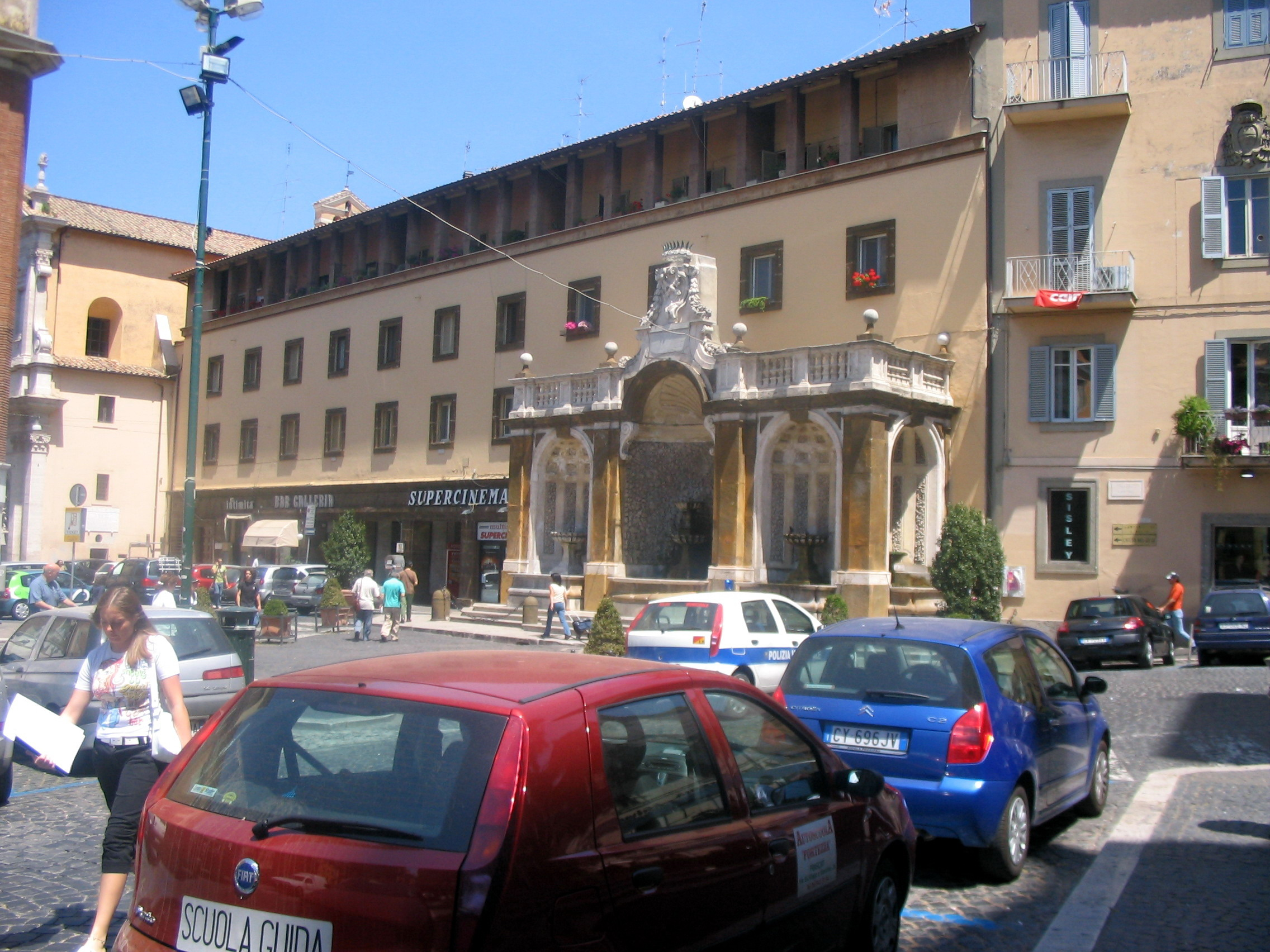
Piazza San Pietro
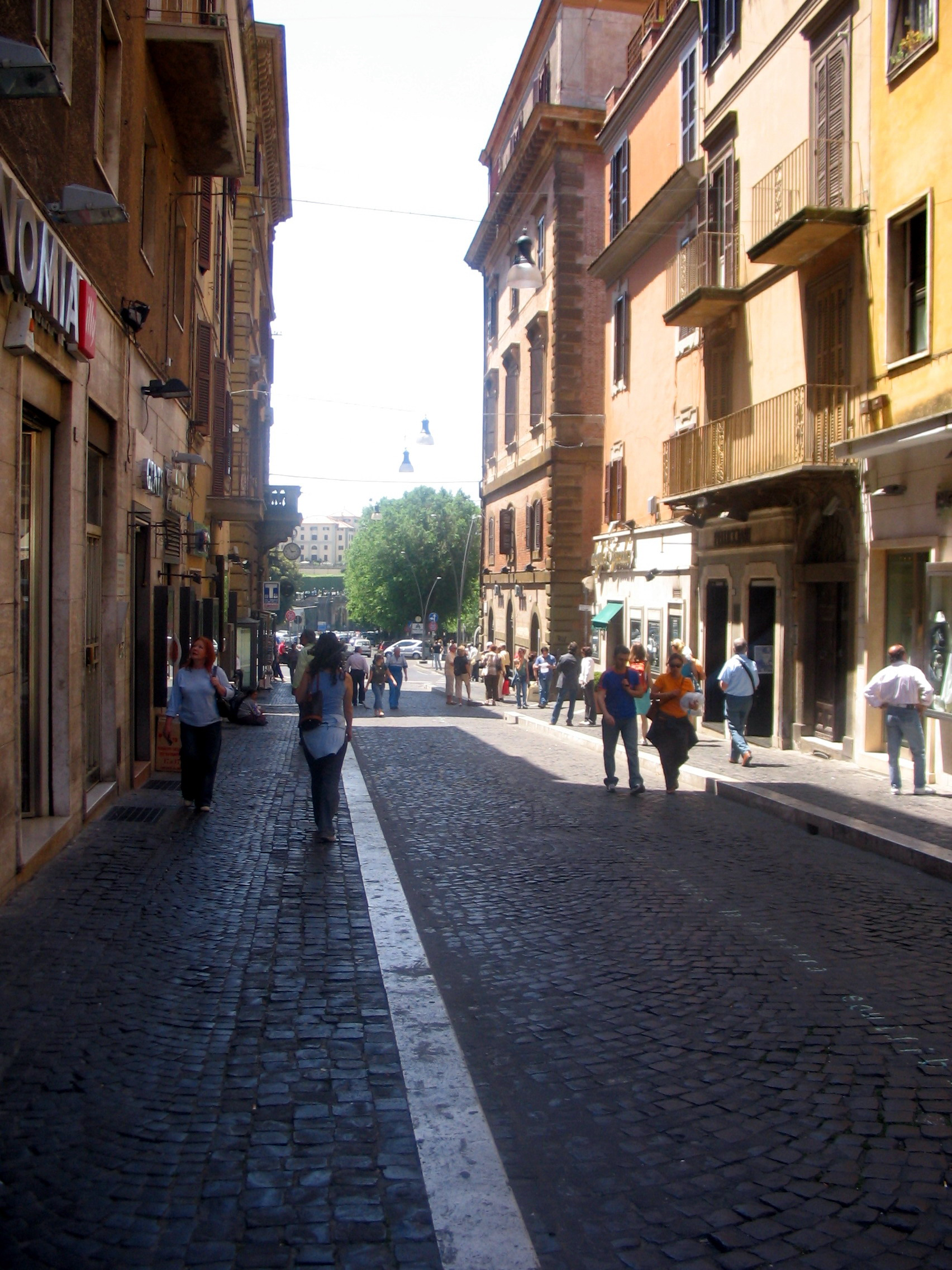
Carrer Cesare Bttisti Street
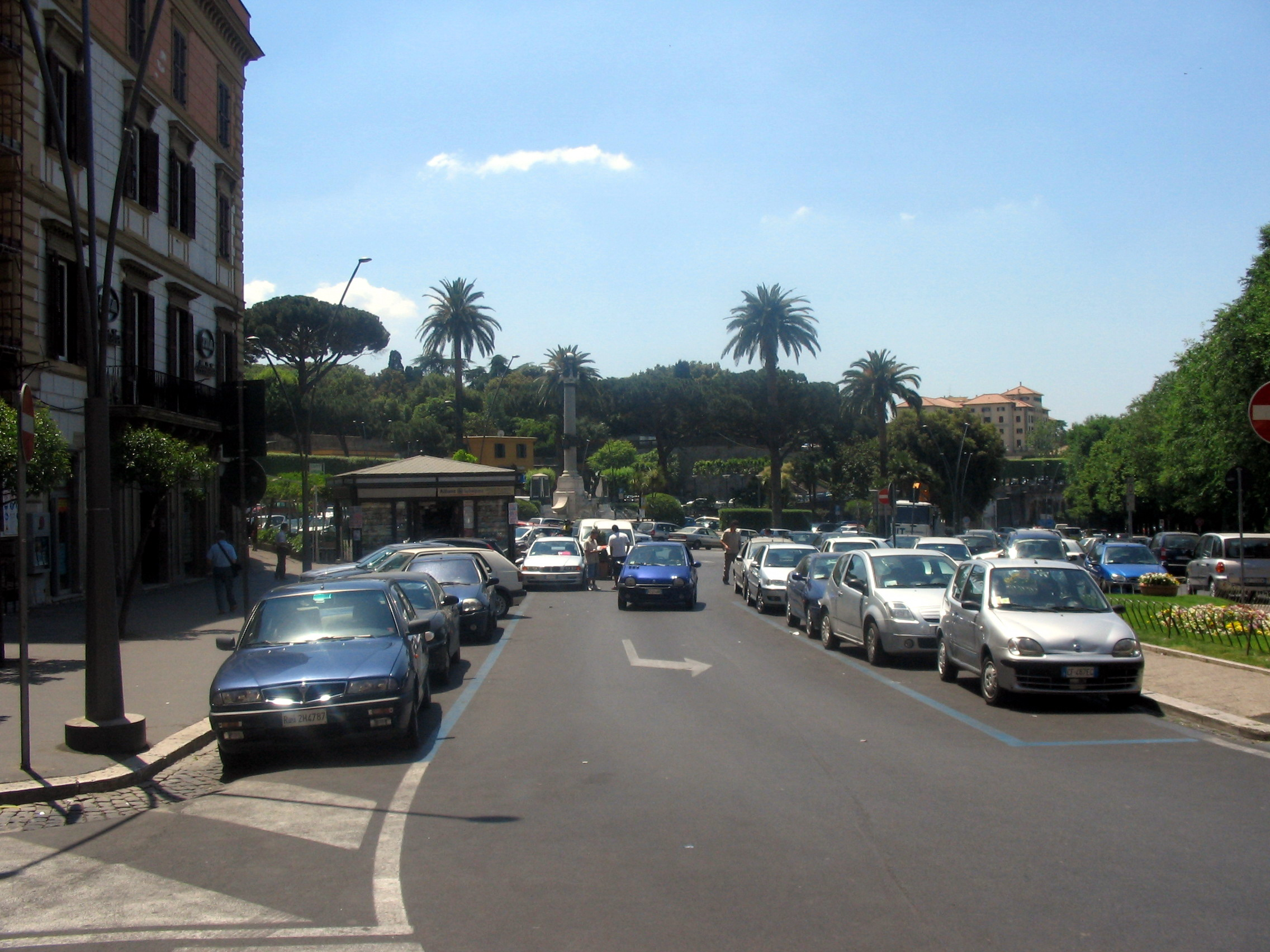
Piazza Roma
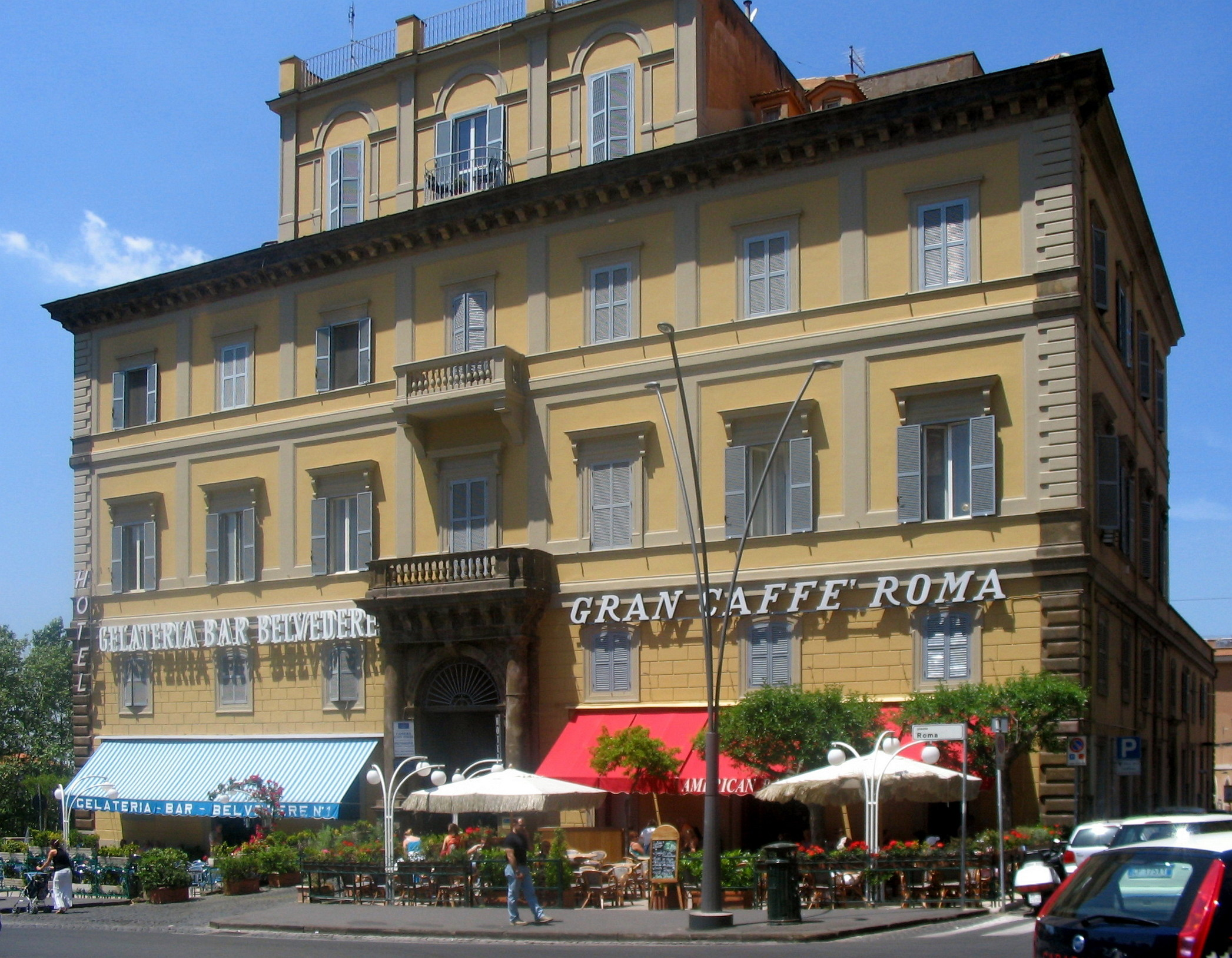
Palau in Piazza Roma
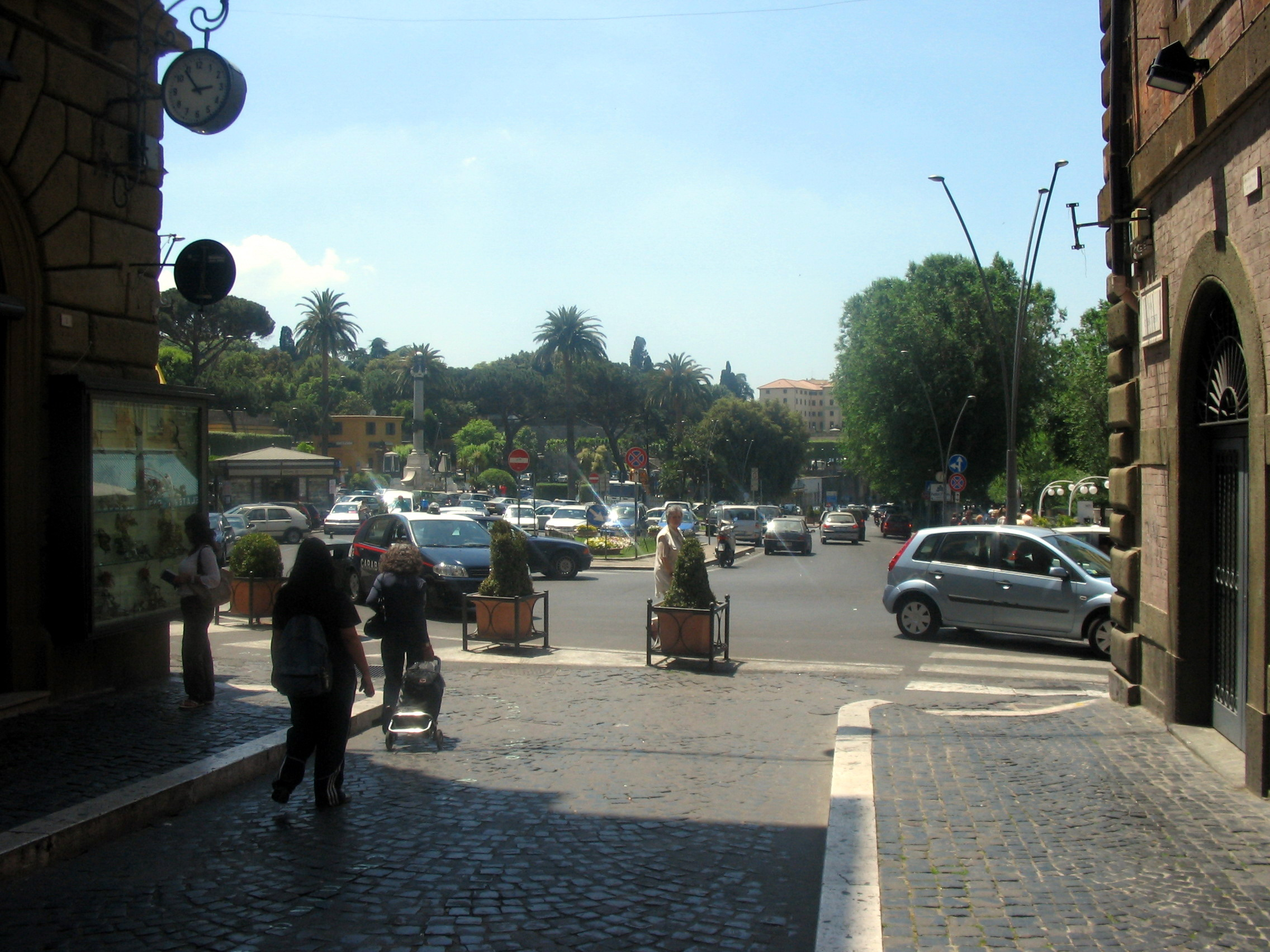
Piazza Roma
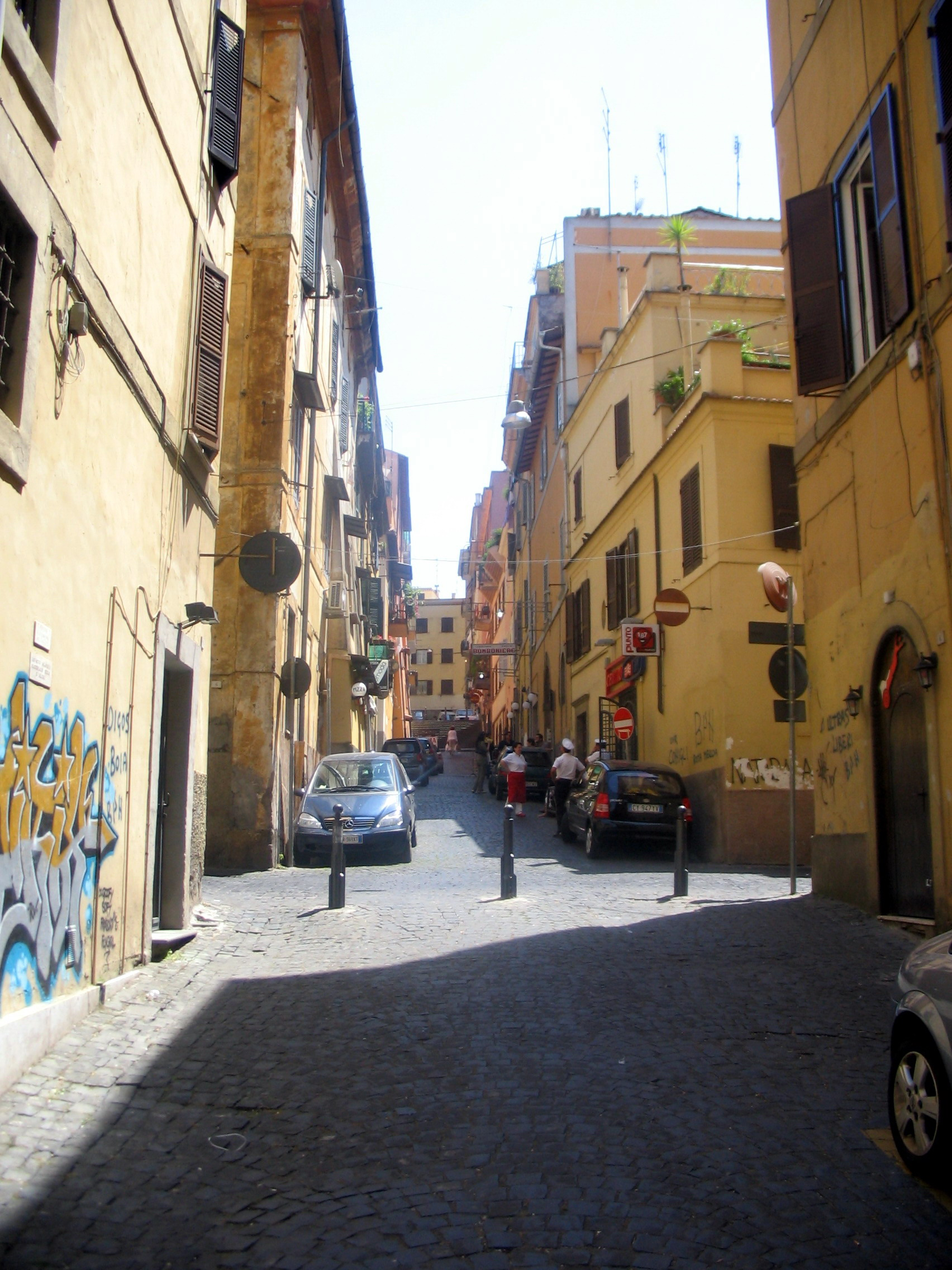
Carrer Mentana
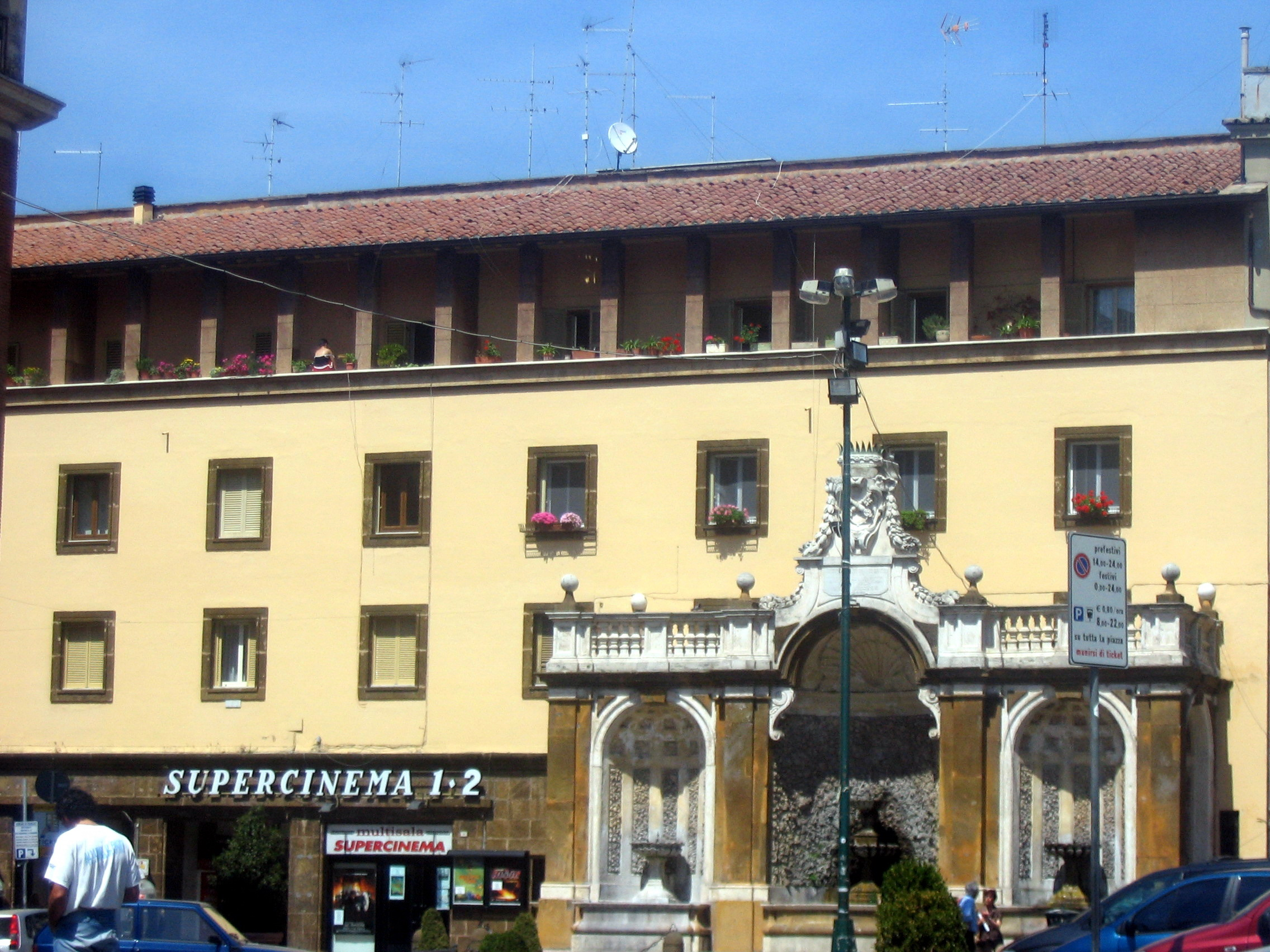
Font de la Piazza San Pietro
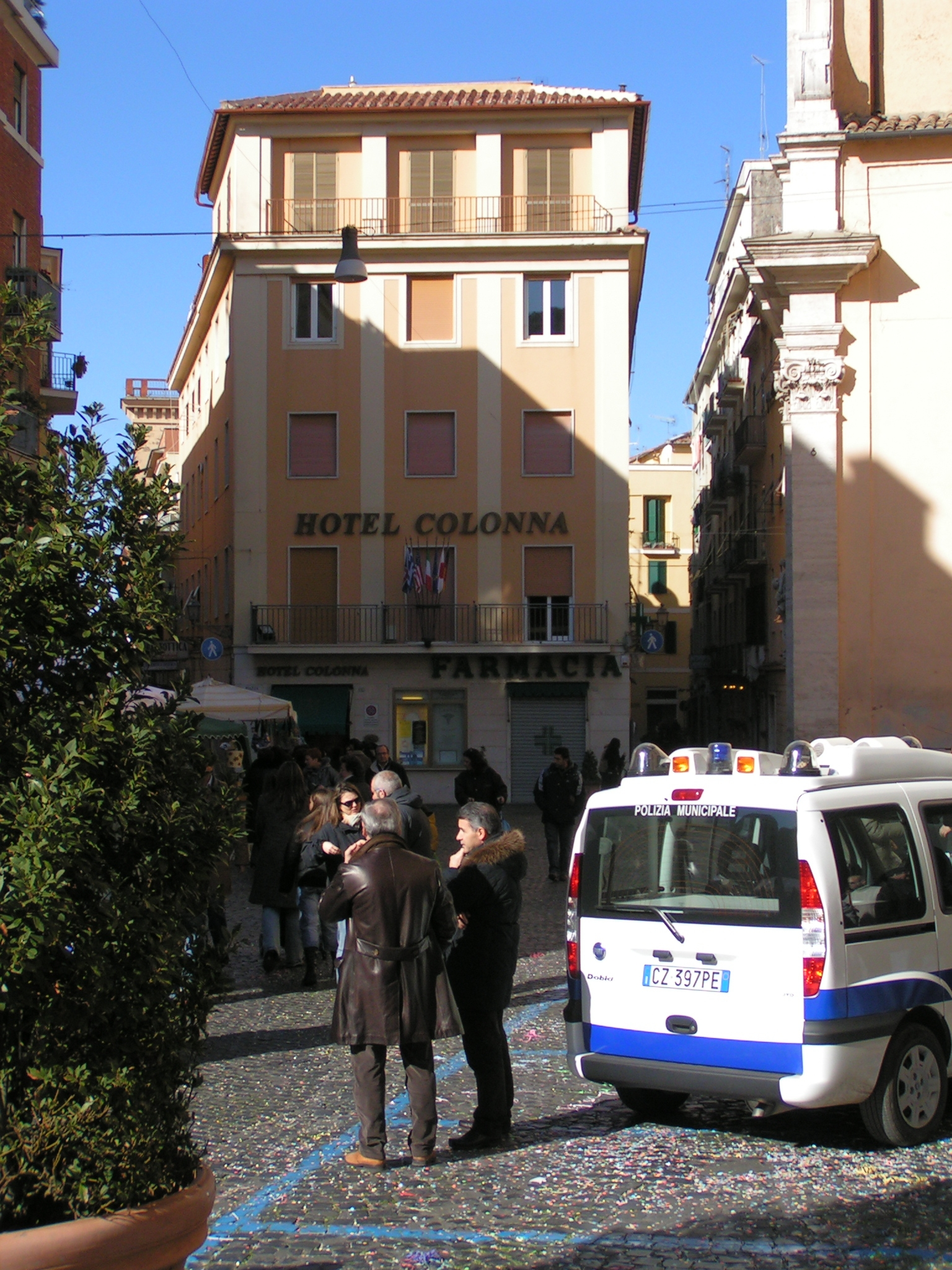
Palau